# El Carnavalazo
El Carnavalazo foi um golpe militar no Equador liderado por Guillermo Rodríguez Lara, que depôs o governo de Velasco Ibarra em 15 de fevereiro de 1972, pondo fim à quinta e última presidência do Velasquismo. Se denominou Carnavalazo por ocorrer ao longo dos festejos do carnaval equatoriano.

## Antecedentes
Em 1968, José María Velasco Ibarra foi eleito democraticamente para um quinto mandato (1968-1972). A democracia não durou muito, com Velasco assumindo poderes ditatoriais em 1970 com apoio militar.
Nesta crise política, o presidente Velasco prometeu eleições para junho de 1972, que encerrariam seu mandato em 31 de agosto. Um dos prováveis candidatos era o ex-prefeito de Guayaquil Assad Bucaram, considerado o candidato favorito.

## Golpe
Publicamente, 1972 começou pacificamente, com Velasco e o chefe do exército Bombita celebrando o ano novo com um brinde. Ocorreram debates nacionais sobre dois temas: o possível triunfo de Assad Bucaram nas eleições e o futuro petrolífero do país. No início de fevereiro, planos para derrubar o presidente Velasco durante o carnaval circulavam no meio militar.
Na noite de 15 de fevereiro, terça-feira gorda, um golpe militar sem derrame de sangue toma o poder e nomeia Rodríguez Lara como presidente. O golpe surpreendeu Velasco em Quito, que viajou a Guayaquil para denunciar por meio de uma transmissão televisiva esta ação. Velasco foi preso por oficiais da marinha e deportado para o Panamá no dia seguinte. Após o golpe, é estabelecida uma junta de três homens chamada Governo Revolucionário Nacionalista.
A maioria dos cidadãos equatorianos não ouviram falar do golpe. As rádios só tocavam música e três emissoras de TV de Guayaquil saíram do ar. A intenção do golpe militar era a administração do petróleo. Com um iminente boom do petróleo, os militares não queriam que as riquezas do petróleo fossem geridas por um candidato populista ou pela oligarquia tradicional, assim impedindo o planejado processo eleitoral.